# Astaldi
Astaldi war ein 1926 gegründetes italienisches Bauunternehmen mit Sitz in Rom. Das Unternehmen wurde 2019 von Salini Impregilo übernommen und 2021 vollständig in den Baukonzern eingegliedert.
Das Unternehmen war vornehmlich in den Bereichen Verkehrsbau, Hoch- und Tiefbau und Wasserbau aktiv.

## Geschichte
Astaldi wurde in den 1920er-Jahren als Familienunternehmen gegründet. Ab 2002 bis zur Übernahme durch Salini Impregilo war die Astaldi S.p.A. an der Borsa Italiana notiert.

## Projekte
Die international tätige Gesellschaft errichtet als Generalunternehmer unter anderem Verkehrsinfrastrukturen aller Art. Zu den wichtigeren Projekten jüngeren Datums zählen etwa die Schnellfahrstrecke Rom–Neapel oder die Yavuz-Sultan-Selim-Brücke bei Istanbul.